# لوسيانو بيريرا
لوسانو بيريرا (بالإسبانية: Luciano Pereyra)‏ ولد في 21 أيلول 1981، في لوخان في بمحافظة بونو آيريس، وهو مغني أرجنتيني مشهور.

## الحياة الشخصية
اسمه الكامل لوسانو آرييل بيريرا. لاحظ أبويه موهبته الغنائية عندما كان عمره ثلاث سنوات، وأعطوه غيتارًا في الكريسماس، وفي السنة التالية تنافس في برنامج تلفزيوني على قناة كانال سيتيه، وعندما أصبح في التاسعة، التحق بـفيستيليندو وهو برنامج منافسة للأطفال، وعندما أصبح في العاشرة غنى في برنامج إكسوكسا أغنية Sólo le pido a Dios لليون خيكو، بحلول عام 2000 اشتهر لوسيانو بغنائه في الفاتيكان.

## عالم الموسيقى
سجل لوسيانو أول ألبوم له في 1998 باسم Amaneciendo وتضمن 13 أغنية، وكانت على إيقاعات سامبا، وكارنافاليتوس، ووالتسيس، وبالادس و شاكاريراس.
و"Soy un inconciente" أول أغنية بارزة له، وفي 1999 قدم حفلًا موسيقيًا في بوينوس آيريس في أوبرا تياترو.

## الجوائز
- Consecration في احتفال الشعبي للفلكلور في 1999.
- Revelation في احتفال براديروفي 1999.
- Consecration في احتفال كوسكينفي 2000.

## روابط خارجية
- لوسيانو بيريرا على موقع IMDb (الإنجليزية)
- لوسيانو بيريرا على موقع ميوزك برينز (الإنجليزية)
- لوسيانو بيريرا على موقع ديسكوغز (الإنجليزية)
- لوسيانو بيريرا على موقع قاعدة بيانات الفيلم (الإنجليزية)